# Zona Monumental de Iquitos
La Zona Monumental de Iquitos es el casco histórico de la ciudad peruana de Iquitos. En la zona existen 89 predios categorizados como Patrimonio Cultural de la Nación, así como muchos otros que reúnen características históricas que aún no han sido declarados ni cuentan con protección legal. Estas edificaciones, herencia de la Época del Caucho (1882-1914), son únicas en el Perú, por poseer una influencia arquitectónica europea, con azulejos pintados a mano importados desde Sevilla (España) y Portugal, barandas de hierro de Hamburgo (Alemania), entre otros.
Entre los edificios que destacan dentro de la lista de patrimonio arquitectónico están la Iglesia Matriz, la Casa de Fierro, el Antiguo Hotel Palace, la Casa Strassberger, la Prefectura de Iquitos, Casa Morey, la Casa Morey del Águila, Casa Luis Felipe Morey e Hijos, Casa de Soto, Casa de Freitas, entre otros.
El renombrado historiador peruano Jorge Basadre menciona que Iquitos es la exponente de la arquitectura republicana en el Perú, en tanto que el Cusco es de la etapa precolombina y Lima de la virreinal.
La Zona Monumental fue declarada como Patrimonio Cultural de la Nación por el Instituto Nacional de Cultura (hoy Ministerio de Cultura) el 30 de diciembre de 1986 con Resolución Ministerial N° 793-86-ED, estando delimitada de la siguiente manera: Jirón Távara por el norte, jirón Nanay y jirón Moore por el oeste, jirón Dos de Mayo y jirón Julio C. Arana por el sur, en tanto que el lado este está bañado por el río Itaya.

## Delimitación

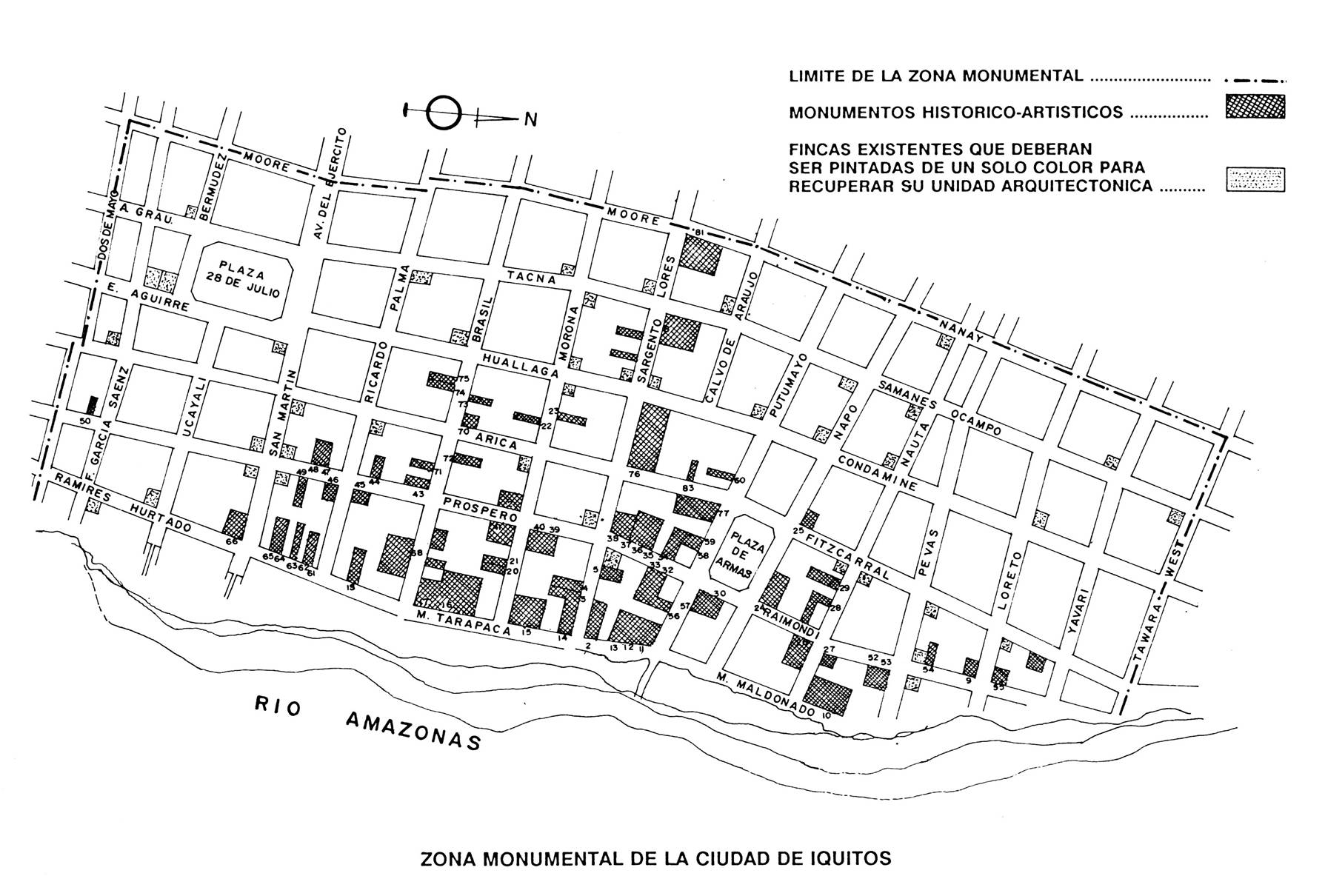
Mapa oficial de la Zona Monumental de Iquitos.

Según el Plan de Desarrollo Urbano Sostenible de Iquitos 2011-2021, la línea de delimitación parte de la Plaza de la Amistad, por la orilla del Río Itaya hasta el Jirón Ricardo Palma, incluyendo los Malecones Maldonado y Tarapacá. Desde el Jirón Ricardo Palma, continua por el Jirón Ramírez Hurtado hasta la intersección con el Jirón Julio C. Arana. Desde la intersección del Jirón Ramírez Hurtado con el Jirón San Martín continúa hasta la Plaza 28 de Julio, y luego bordea la Plaza 28 de Julio por el Jirón Elías Aguirre hasta el Jirón García Sanz. Desde la intersección del Jirón Elías Aguirre con Jirón García Sanz se dibuja  hasta la Avenida Almirante Miguel Grau Seminario. Este continua por el Jirón Grau en dirección a la Plaza 28 de Julio hasta la intersección de la Avenida Mariscal  Cáceres (inicio del Paseo de los Héroes Amazónicos) con el Jirón Tacna.
Desde la intersección de la Avenida Mariscal Cáceres con Jirón Tacna, bordea la Plaza por el Jr. San Martín hasta la intersección con el Jirón Huallaga. Desde la intersección del Jr. San Martín con el Jirón Huallaga, se perfila por el Jirón Huallaga hasta el Jirón Sargento Lores. Desde el Jirón Moore continua hasta la intersección con el Jirón Putumayo. Desde la intersección del Jirón Moore con el Jr. Putumayo, se traza por el Jirón
Putumayo de largo hasta el Jirón Arica y Plaza de Armas. Finalmente bordea la Plaza de Armas por el Jirón Arica de largo, hasta el Jirón Fitzcarrald, desde ahí continua por el Jirón Fitzcarrald hasta el Jirón Táwara West, a eje de vía, donde se interseca con la Plaza de la Amistad.

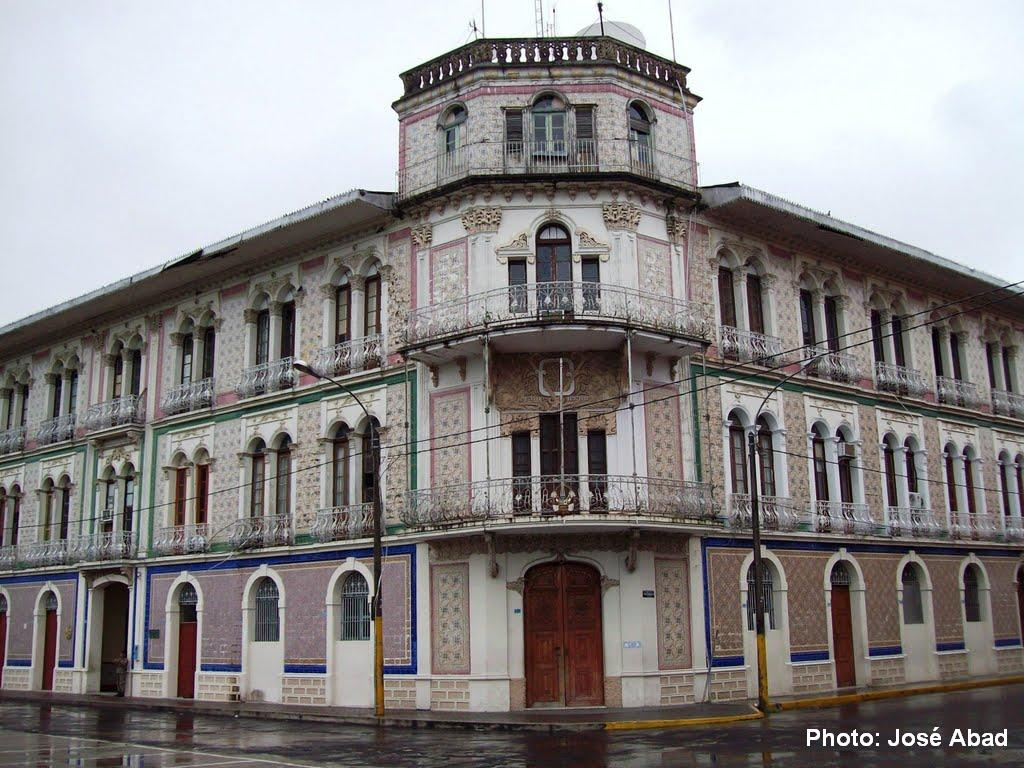
Ex Hotel Palace, uno de los edificios más importantes de la Zona Monumental de Iquitos.

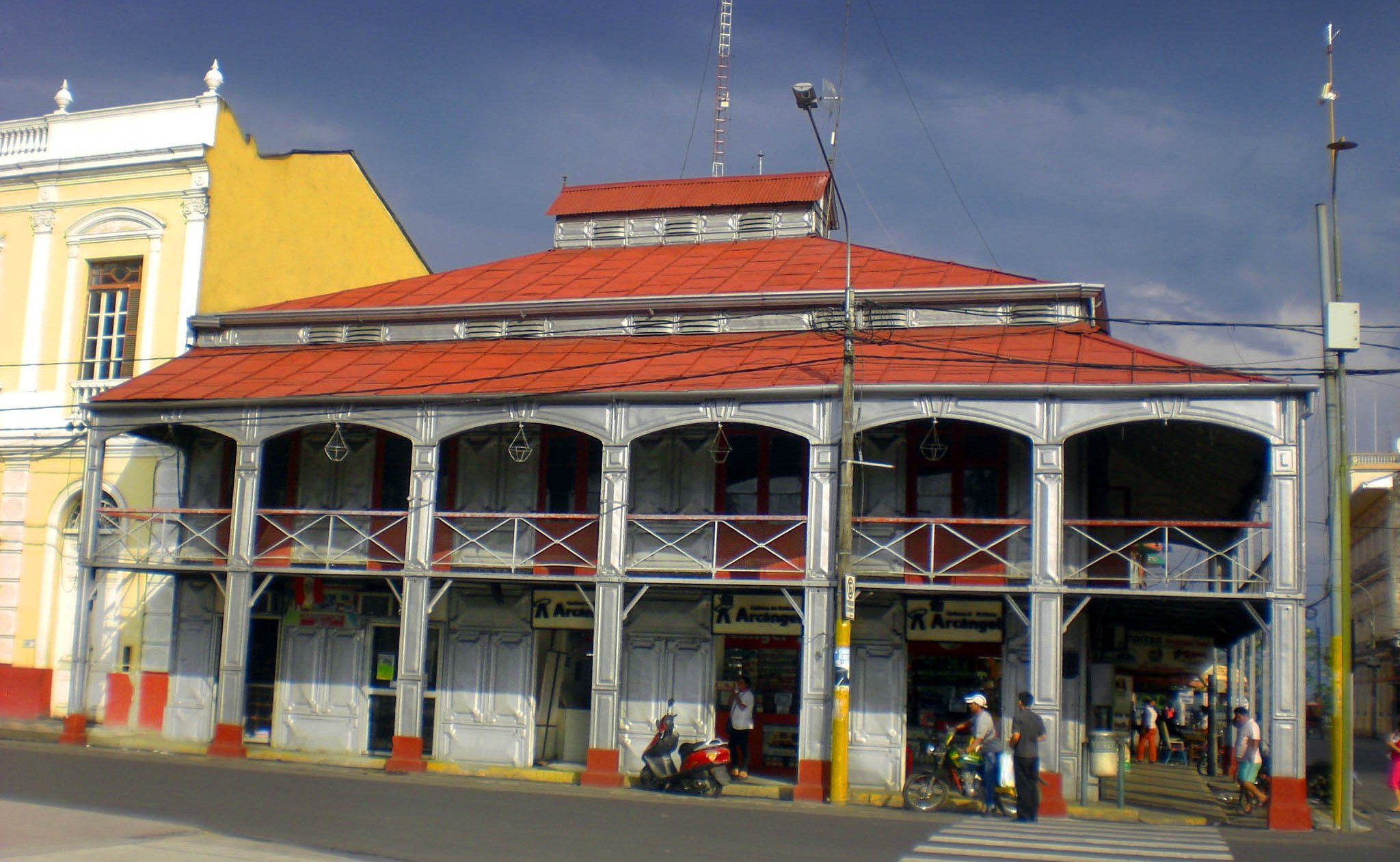
Casa de Fierro.

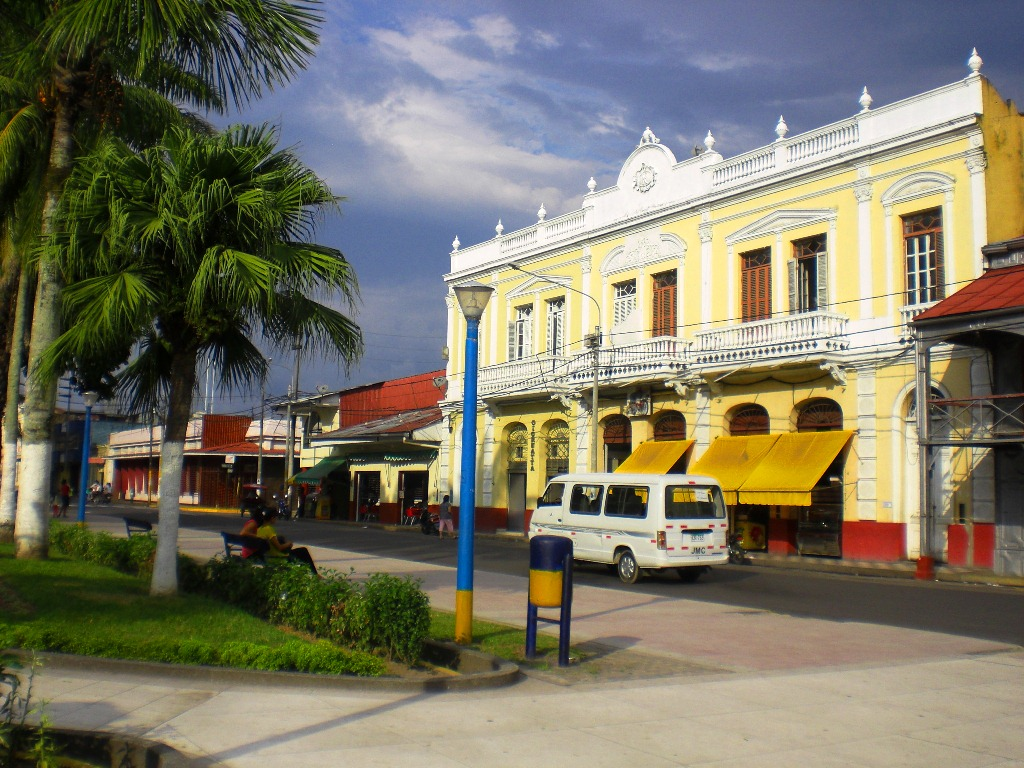
Casa Pinasco.

## Administración y conservación
La Zona Monumental se encuentra dentro en el distrito de Iquitos por lo que administrativamente es jurisdicción de la Municipalidad Provincial de Maynas, sin embargo, la parte específica de la Zona Monumental, el órgano competente para autorizar obras, colocación de anuncios y otros es el Ministerio de Cultura.
La conservación del sitio histórico es una función constante dentro del Plan de Desarrollo Urbano Sostenible de la ciudad de Iquitos 2011-2021 (PDU), el mismo que está relacionado con el art. 21 de la Constitución Política del Perú; «Ley Orgánica de Municipalidades» (Ley N° 27972); «Ley General de Patrimonio Cultural de La Nación» (Ley N° 28296) y la «Ley que dispone medidas de protección para la ejecución de obras en bienes culturales inmuebles» (Ley N° 27580).
En el Plan de Desarrollo Urbano Sostenible, la Zona Monumental está declarada como una Zona de Tratamiento Especial, por lo que todos los tipos de obra incluidos en diferentes regímenes de intervención obligatoriamente requieren la participación del delegado ad hoc del Ministerio de Cultura en la comisión técnica calificadora de proyectos para el otorgamiento de la Licencia de edificación por la Municipalidad Provincial de Maynas.
En los casos de inmuebles declarados Patrimonio Cultural de la Nación se deberá tramitar previamente a la licencia de obra otorgada por la municipalidad, la autorización del Ministerio de Cultura.
Las Licencias de funcionamiento y de colocación de anuncios publicitarios para todas las actividades que se desarrollan dentro de la Zona Monumental y el marco Circundante otorgadas por la Municipalidad Provincial de Maynas deberán contar previamente con la autorización del Ministerio de Cultura.
Para mantener la línea arquitectónica de la Zona Monumental, los nuevos edificios deben estar diseñados acordes a criterios específicos. Las características permitidas incluyen una altura máxima de 3 plantas y 11 metros, y una fachada sin sobrepasar el límite de propiedad. Las playas de estacionamiento, las ferias y los depósitos están permitidos por un máximo de dos años. De cierto modo, todos los proyectos de obras nuevas deben seguir la línea arquitectónica, y deben respetar la Normativa A-140 de Bienes Inmuebles Culturales del Reglamento Nacional de Edificaciones.
Además, está prohibido el ensanche de las vías vehiculares, aunque el ensanche de las veredas está permitido por motivos turísticos; lo cual contrasta con el alto movimiento vehicular en el centro de la ciudad. Está dispuesto que la arborización se realice con especies propias de la región.
Otros lineamientos a destacar del PDU, destinados a la conservación de la Zona Monumental son:
- En caso de que en los inmuebles monumentales no existan evidencias de las primeras capas de pintura debe utilizarse colores neutros (blanco, blanco humo, crema, beige, rosado y en general con la gama de los llamados colores crudos). Para los demás elementos se debe plantear una propuesta armónica de todo el recinto o fachadas.
- El pintado, instalación, remodelación, cambio de ubicación, traslado y en general, todo trabajo de intervención en áreas públicas (Plazas, parques, malecones, alamedas, etc.) o que comprometan el mobiliario urbano; deberán contar con las autorización del órgano competente (Ministerio de Cultura).

- En los inmuebles dentro de la Zona Monumental y Marco Circundante se prohíbe el uso de colores primarios como el rojo, azul, amarillo y verde; el uso de colores fosforescentes o eléctricos.
- No se deben pintar franjas ni diseños discordantes en las fachadas de los inmuebles, debiendo siempre buscar la armonía del conjunto.
- La instalación de anuncios comerciales dentro de la Zona monumental y marco Circundante debe contar con la autorización de la Municipalidad de Maynas previa autorización del órgano competente (Ministerio de Cultura). Así mismo será requisito indispensable para el otorgamiento de la Licencia de Funcionamiento.
- Los materiales de los anuncios no pueden ser brillantes ni de colores intensos, tampoco se permiten anuncios luminosos.
- La iluminación para todos los anuncios dentro de la Zona Monumental y Marco Circundante deben ser indirecta, mediante reflectores, dicroicos, etc.
- Dentro del marco circundante se permitirá también iluminación oculta a manera de sombra. No se permiten cajas de luz.

## Arquitectura
Una característica fundamental son los azulejos con distintos motivos importados de Sevilla y Portugal. Un gran exponente es la Casa Cohen con sus suntuosos azulejos, convirtiendo a Iquitos "la única ciudad del Perú donde los [edificios] podemos apreciar revestido las fachadas de sus casonas de antaño». Otro gran exponente es la Casa de Fierro, una edificación con una estructura de hierro prefabricada.
La Zona Monumental de Iquitos es única dentro la arquitectura del Perú, y muy diferente a los de Lima, Trujillo y Cusco. Los edificios históricos de Iquitos fueron construidos con adaptaciones climatológicas, consiguiendo crear un diseño curioso dentro de la Amazonía

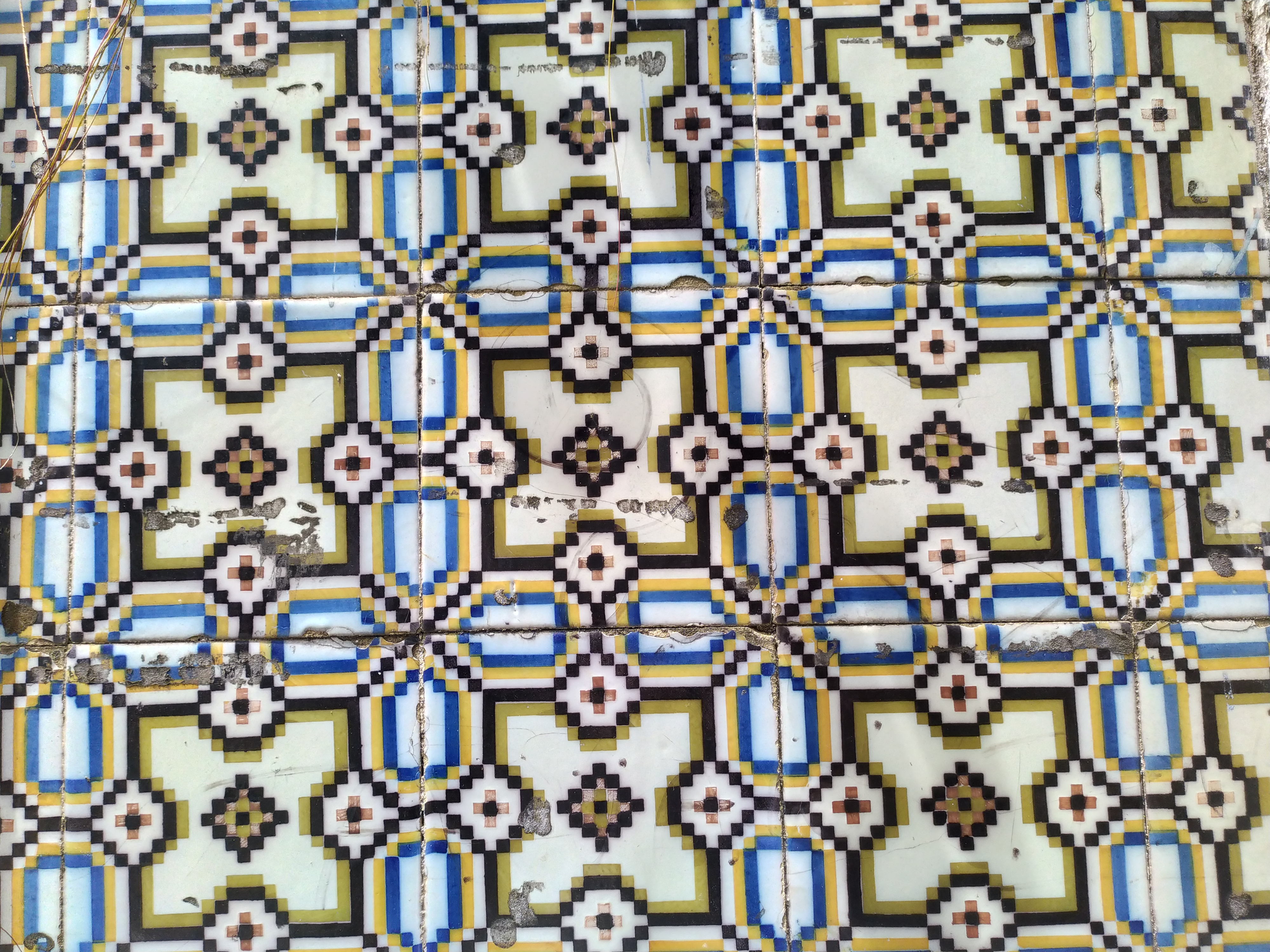
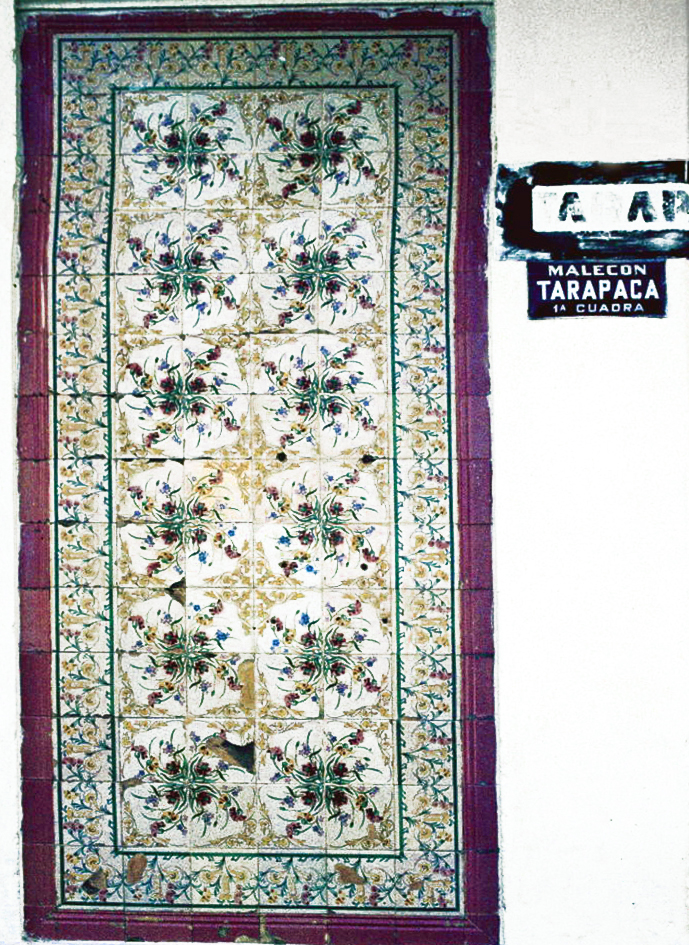
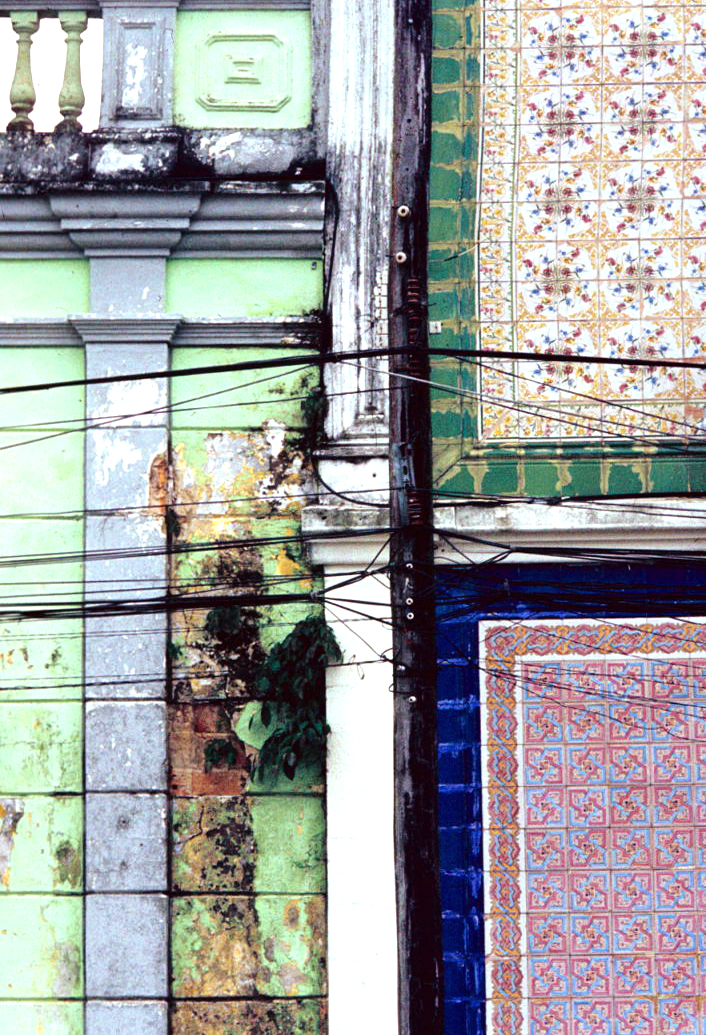
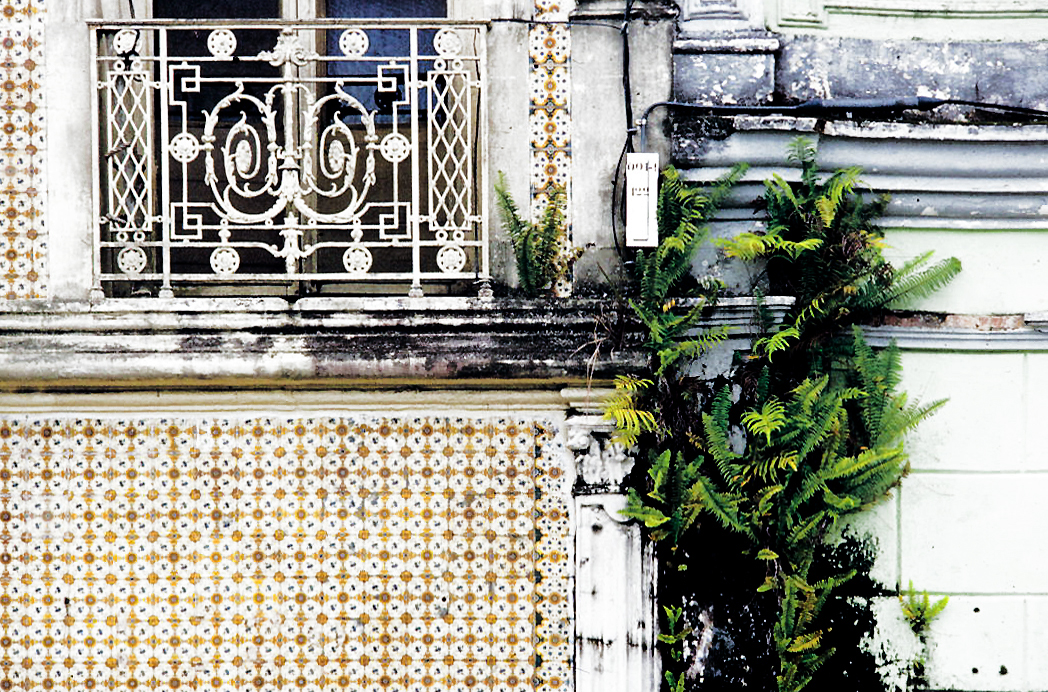
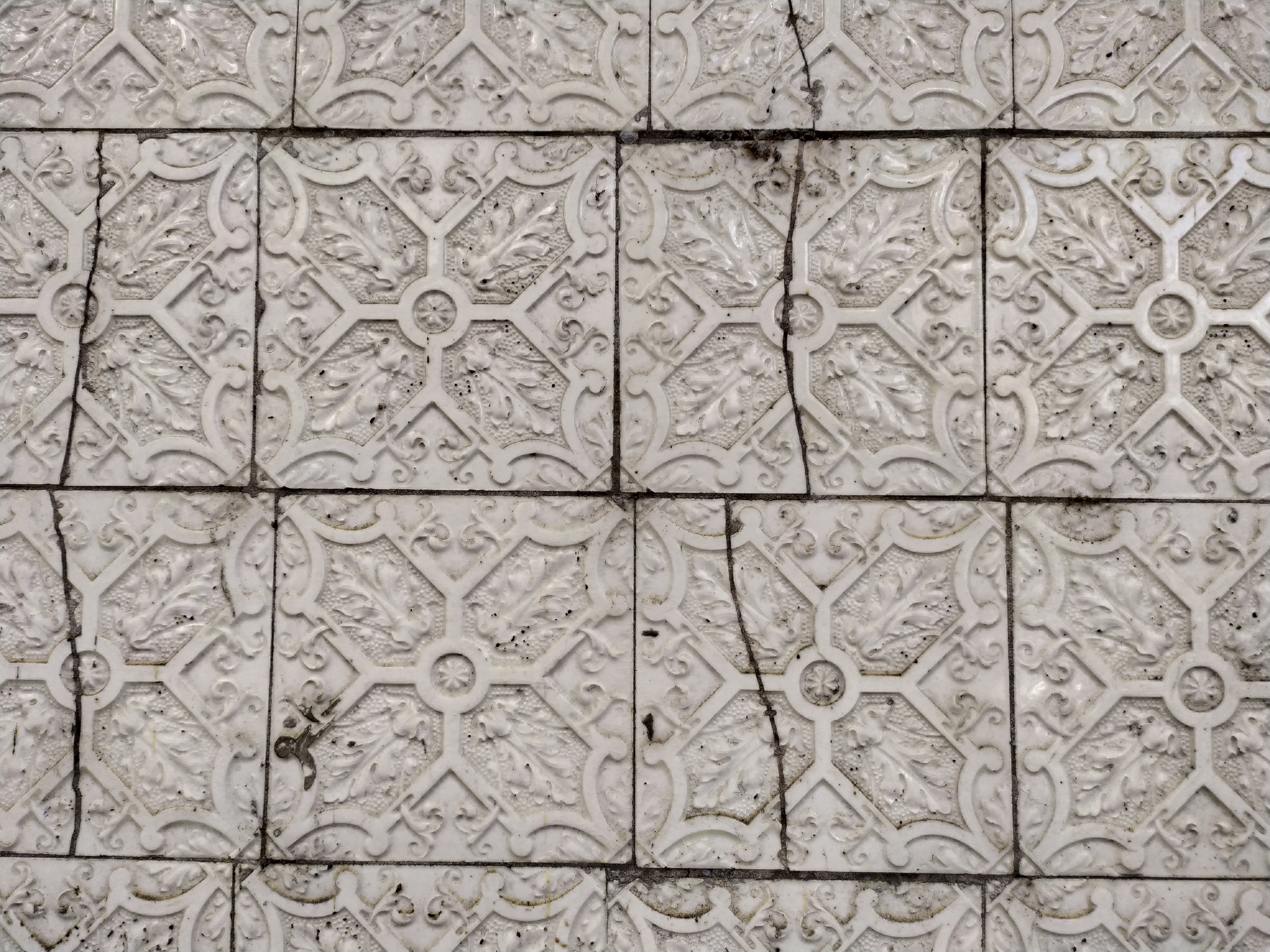
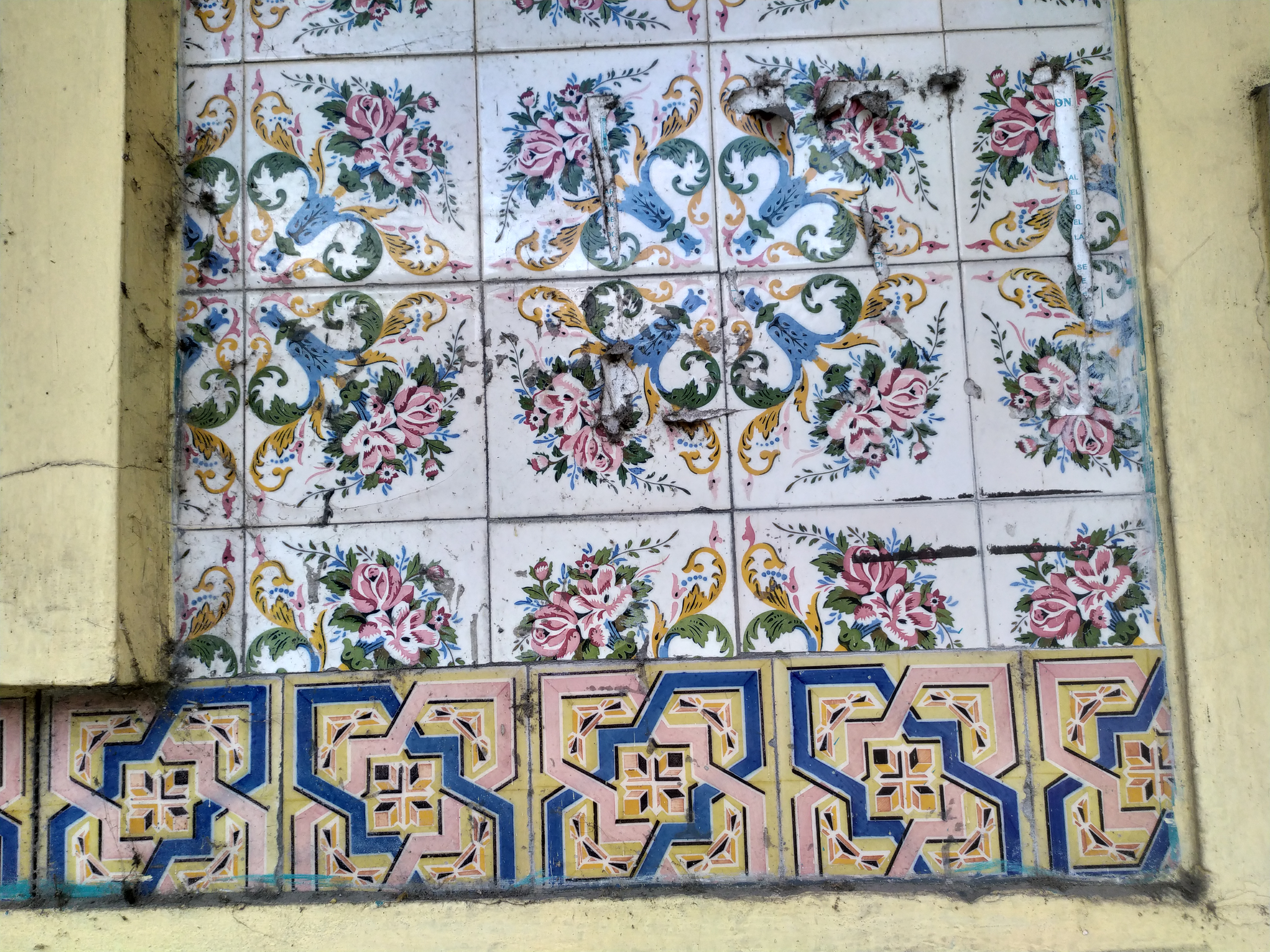
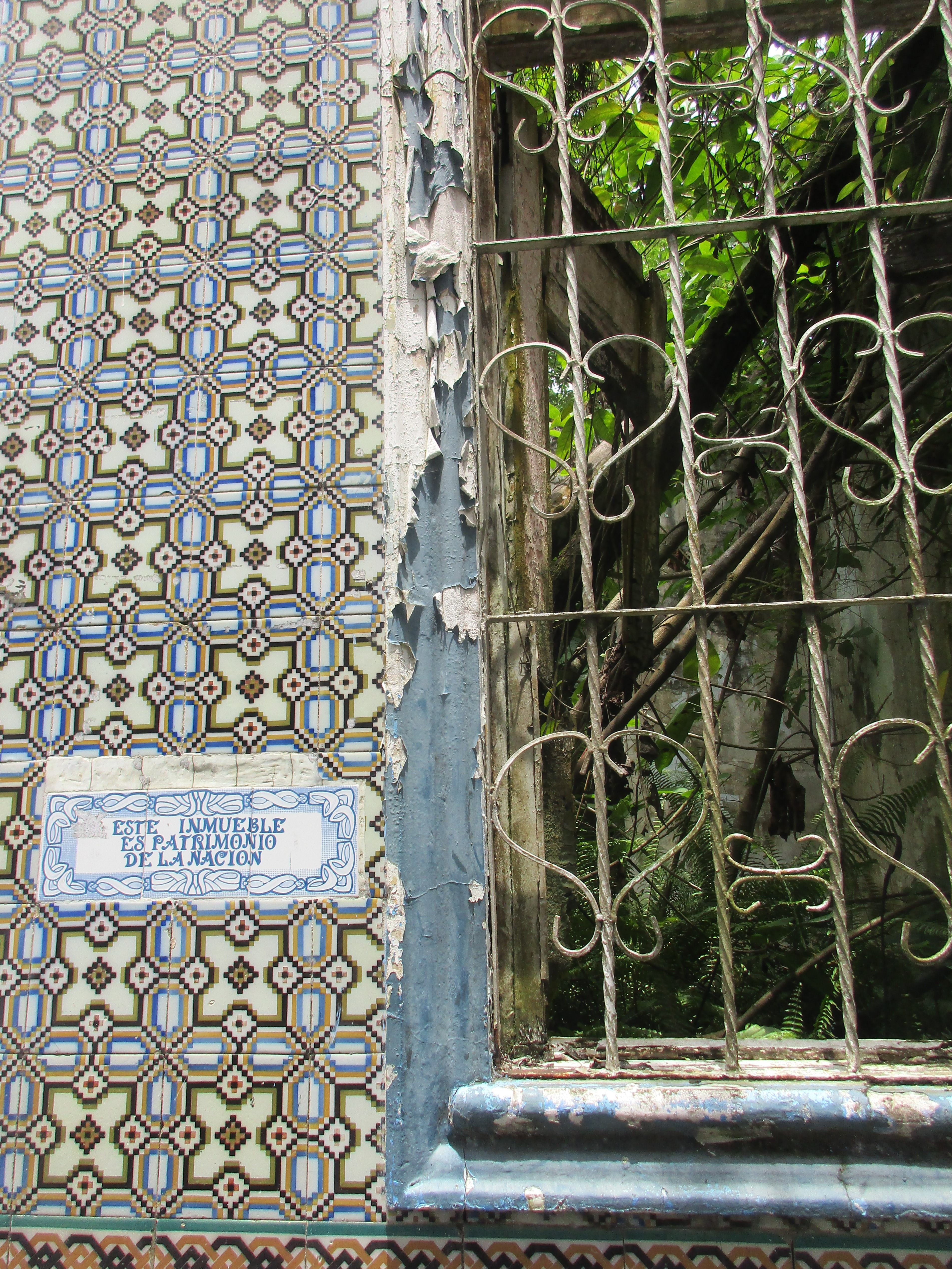

## Lista de edificios históricos
El patrimonio histórico de Iquitos está declarado con los siguientes instrumentos legales:
- R.S. N° 505-74-ED, que declara a la Casa de Hierro.
- R.M. N° 793-86-ED, que declara a la Zona Monumental de Iquitos como Patrimonio Cultural de la Nación y a 85 inmuebles históricos de Iquitos.
- R.M. N° 303-87-ED, que declara a la casa ubicada en jirón Próspero 252-254-256.
- R.J. N° 214-88-INC/J, que declara a la Iglesia Santo Cristo de Bagazán.
- R.J. N° 191-89-INC/J, que declara al Barco de la Armada Peruana América.

## Galería

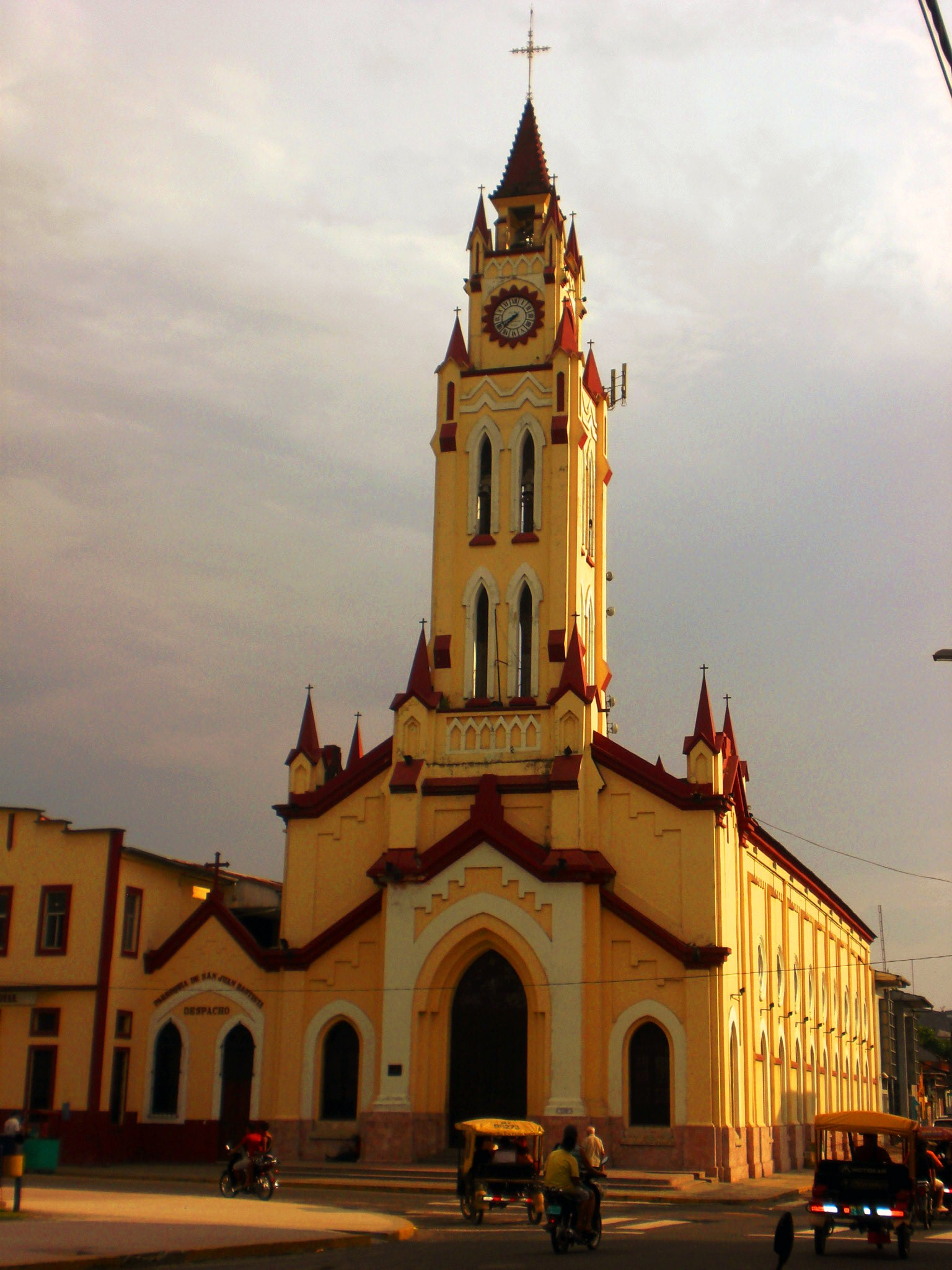
Catedral de Iquitos
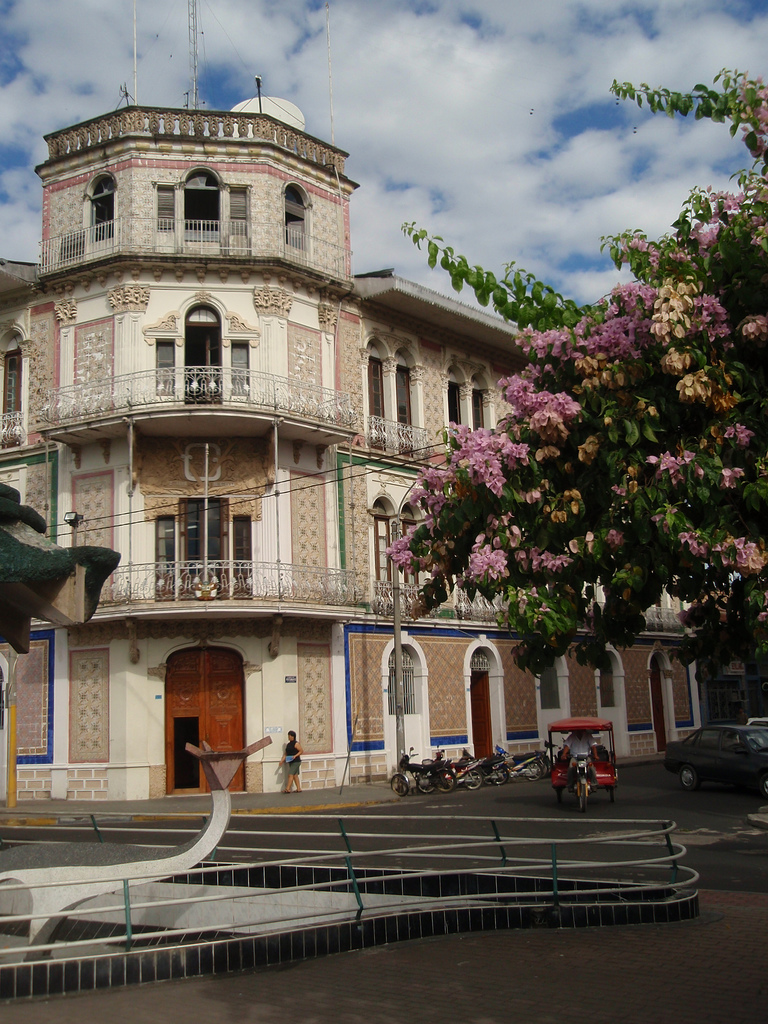
Ex Hotel Palace
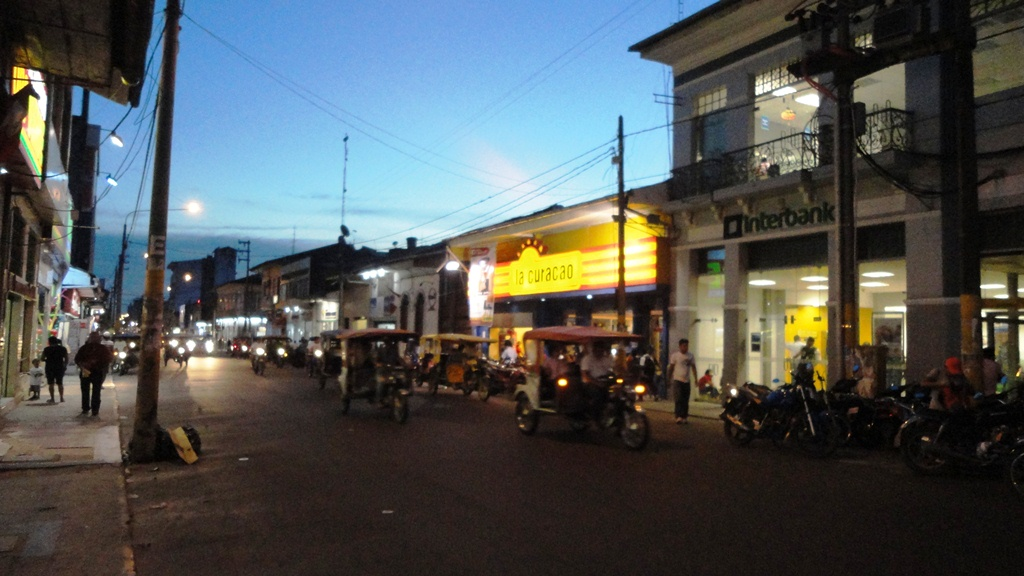
Jirón Próspero en la Zona Monumental de Iquitos
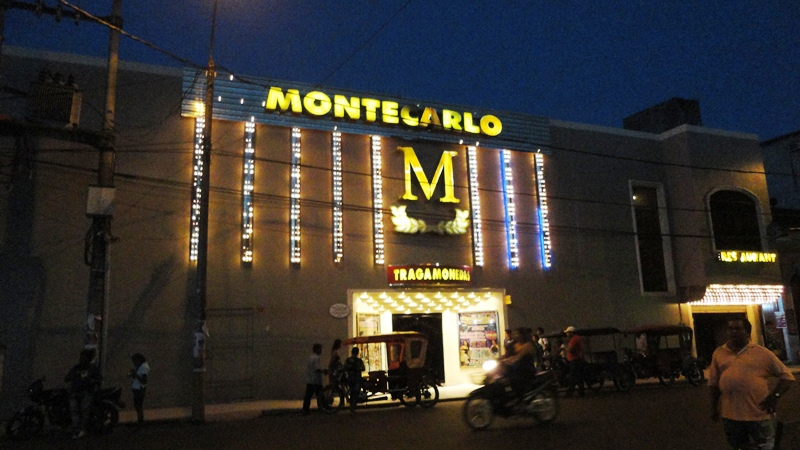
Casino Montecarlo
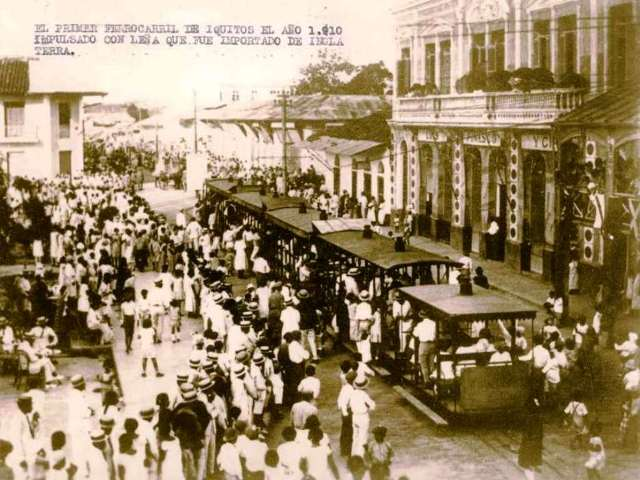
Primera tranvía en el Iquitos del 1910.
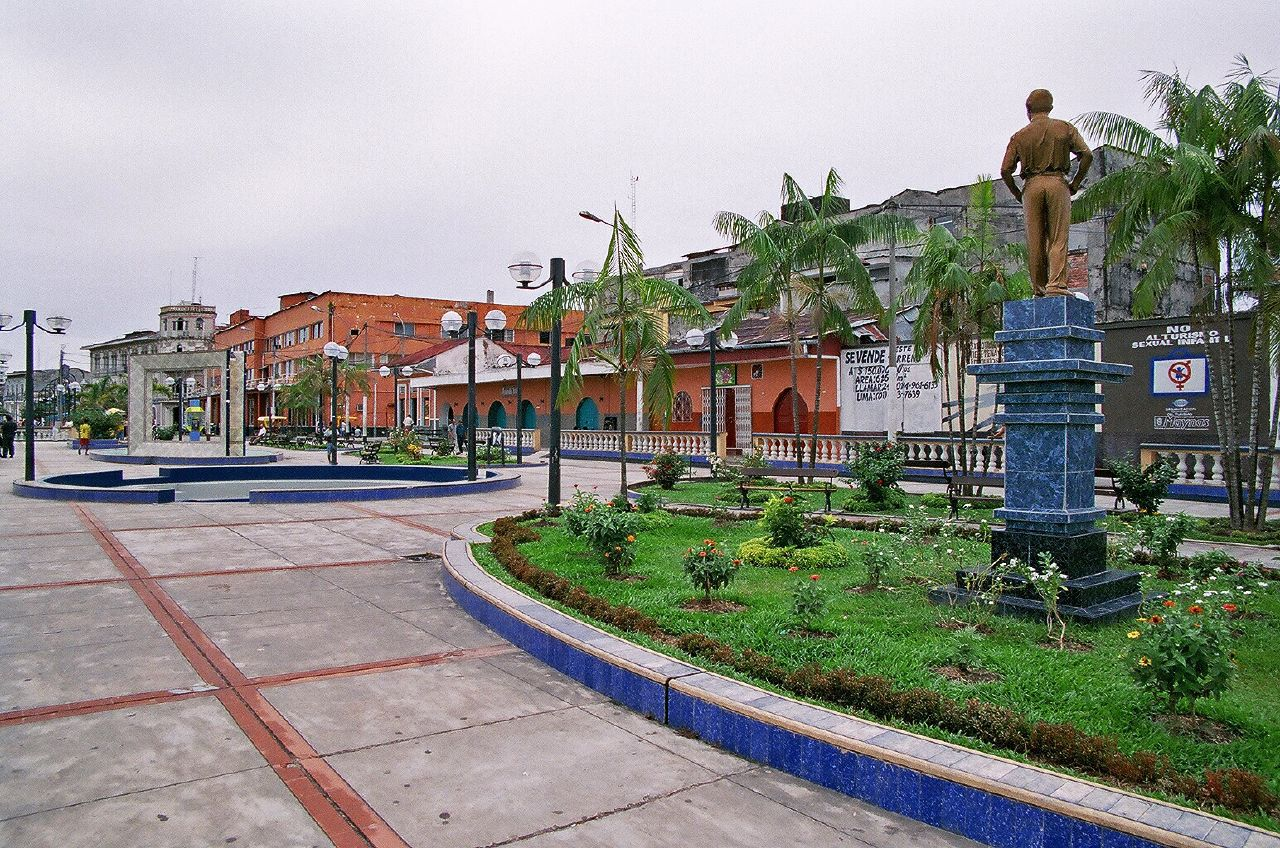
Boulevar del Malecón Tarapacá
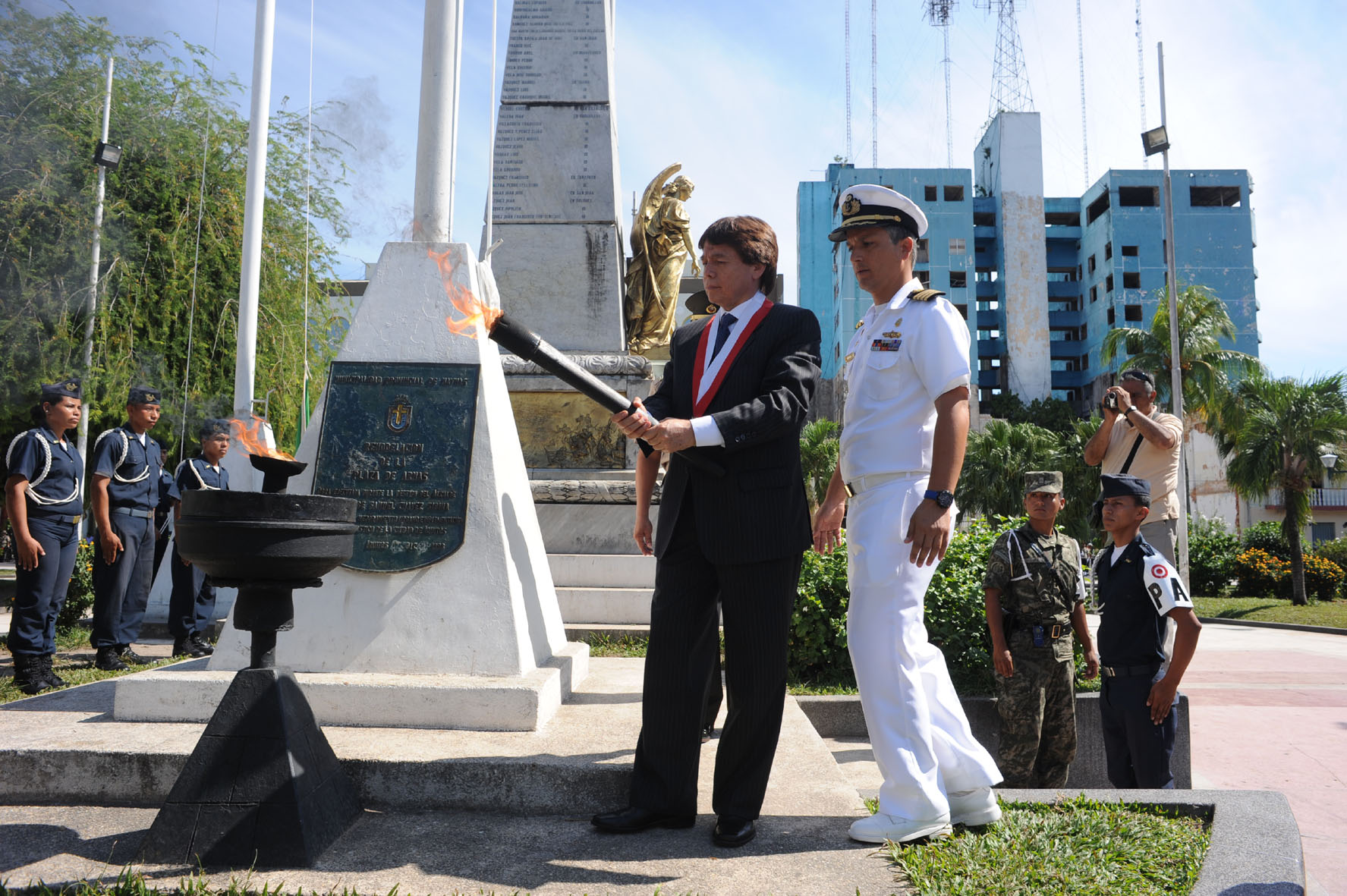
Ceremonia en memoria de los héroes de esa ciudad durante la Guerra del Pacífico en el Siglo XIX en la Plaza de Armas
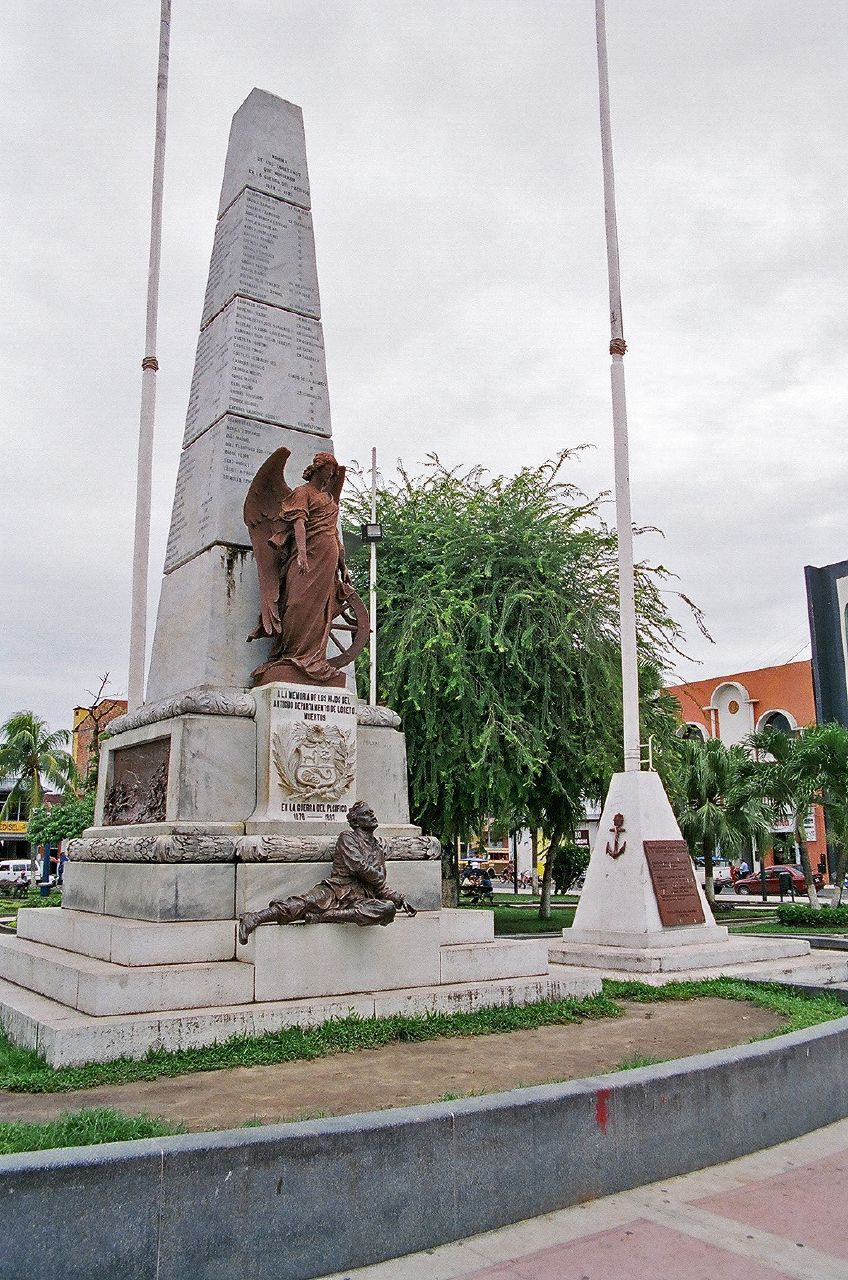
Obelisco de los Héroes en la Plaza de Armas de Iquitos
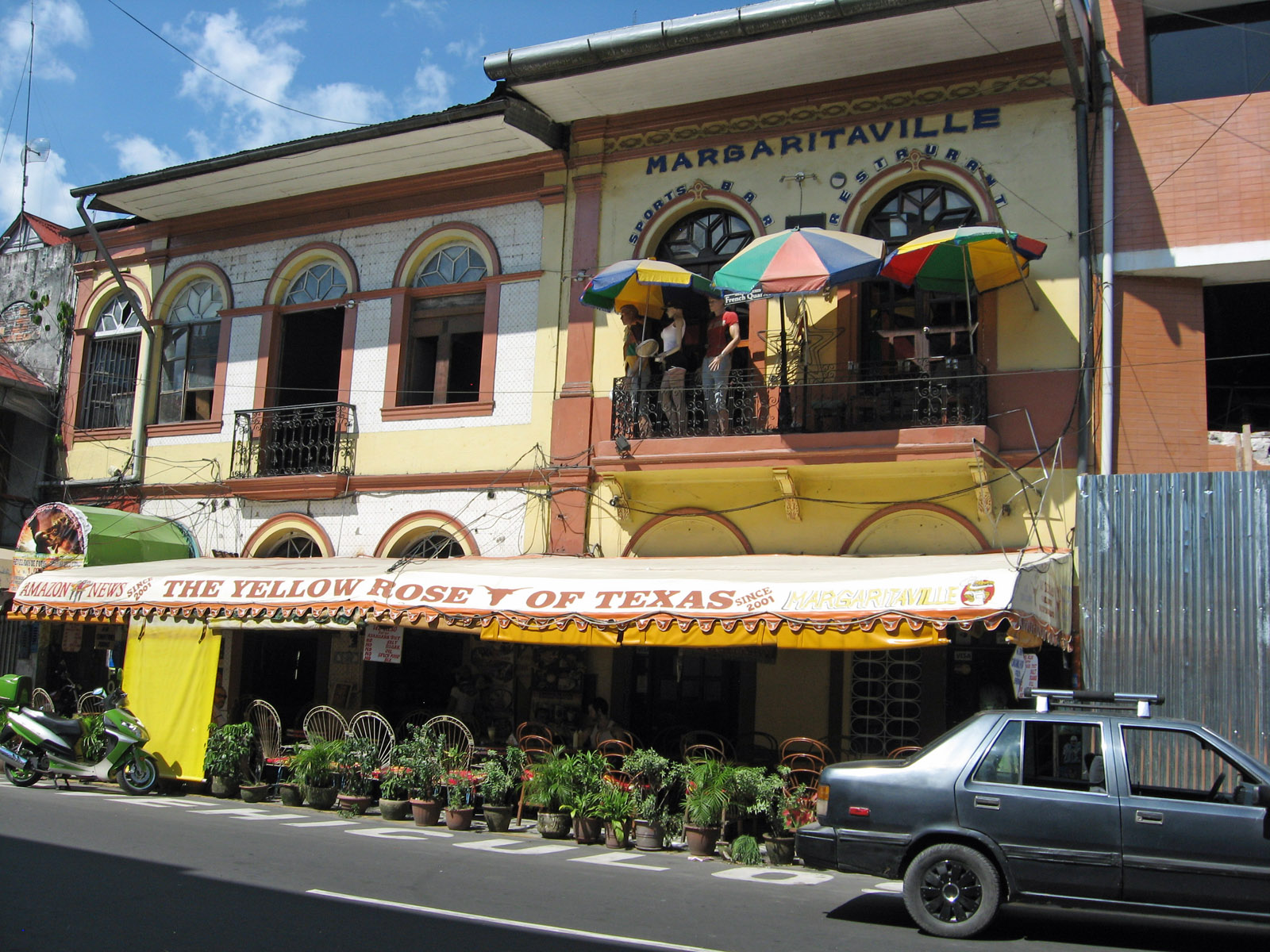
El restaurante The Yellow Rose of Texas